# 実方清
実方 清（さねかた きよし、1907年7月9日 - 1993年8月16日）は、日本の国文学者、関西学院大学名誉教授。
千葉県東金町出身。東北帝国大学卒業。岡崎義恵に師事。1941年関西学院大学法文学部講師、42年助教授、46年教授。50年文学部長。56年図書館長。60年関西学院理事。日本文芸理論、中世和歌や歌論を研究した。63年日本文芸学会を設立、会長となる。76年大学を定年退任、名誉教授。八幡大学教授、山梨英和短期大学教授。著作集全十巻がある。

## 著書
- 最新指導文検標準英語の研究 大同館 1931
- 古代歌論 弘文堂 1940 (教養文庫)
- 中世歌論 弘文堂 1941 (教養文庫)
- 香川景樹 三省堂 1942
- 日本歌論 昭森社 1944 (日本文学叢刊)
- 日本文芸理論 風姿論 弘文堂 1956 (関西学院大学研究叢書)
- 日本文芸学入門 清水弘文堂書房 1969
- 日本歌論の世界 弘文堂 1969
- 日本文芸学 桜楓社 1976
- 日本文芸学概説 清水弘文堂 1976
- 日本文芸の世界 桜楓社 1979.3
- 島崎藤村文芸辞典 清水弘文堂 1979.6
- 万葉の美的世界 桜楓社 1979.11 (日本文芸学叢書)
- 実方清著作集 全10巻 桜楓社 1985-86
- 日本文芸概論 桜楓社 1993.4

## 共編
- 日本文芸論の世界 清水弘文堂書房 1968
- 日本近代小説の世界 清水弘文堂書房 1969
- 日本現代小説の世界 清水弘文堂書房 1969
- 日本文芸学の研究 桜楓社 1970
- 夏目漱石辞典 清水弘文堂 1972
- 太宰治辞典 清水弘文堂 1972
- 日本文芸学研究 桜楓社 1972
- 日本文芸論 水田潤共編著 ミネルヴァ書房 1980.12

## 記念論集
- 日本文芸の世界 実方博士還暦記念 久松潜一,大場俊助共編著 桜楓社 1968

## 参考
- 故実方清名誉教授を偲んで〔含 略歴・研究業績〕田中俊一 日本文藝研究 1994-02